# Archeologisch Museum van Catalonië
Het Archeologisch Museum van Catalonië (Catalaans: Museu d'Arqueologia de Catalunya, IPA: [muˈzɛw ðarkəwluˈʒi.ə ðə kətəˈɫuɲə]; afgekort als MAC) werd bij wet in 1990 opgericht door de cultuurafdeling van de Generalität de Catalunya (Catalonië). De hoofdzetel van dit museum bevindt zich in het Paleis van Grafische Kunsten dat gebouwd werd voor de Wereldtentoonstelling van 1929. MAC bestaat uit een groep van archeologische sites op verschillende plaatsen in Catalonië:
- Het Archeologisch Museum van Barcelona, officieel Museu d'Arqueologia de Barcelona i Institut de Prehistòria i Arqueologia. Dit museum werd ontworpen door Pelagi Martínez i Patricio en bevat prehistorische artefacts en kunstwerken uit het oude Griekenland en het oude Rome.
- Het Archeologisch Museum van Girona werd gesticht in 1846 als het Provinciaal Museum van Antiquiteiten en Beeldende kunsten. Dit museum werd verschillende keren verplaatst tot het zijn huidige bestemming vond in het Klooster van Sant Pere de Galligants (1857). Het werd een onderdeel van het MAC in 1992.
- De Grieks-Romeinse stad Empúries werd ontdekt in 1908 in de buurt van het dorp Sant Martí d' Empúries. Dit dorp ligt op een kleine landengte die is bewoond sinds de 9e eeuw voor Christus. De archeologische opgraving van de site begon in 1908.
- De Iberische nederzetting van Ullastret
- De monumenten van Olèrdola
- Het Centrum voor Onderwater Archeologië van Catalonië, officieel Centre d'Arqueologia Subaquàtica de Catalunya (CASC) in Girona. Het werd opgericht in 1992 met als doel archeologische vindplaatsen die zich onderwater bevinden te onderzoeken en te beschermen.